# Siete Palmas (Formosa)
Siete Palmas es una localidad del departamento Pilcomayo, en la provincia de Formosa, Argentina.
Ubicado al noroeste de la ciudad capital de la provincia, a 145 km.
Su posición geográfica es immejorable ya que ocupa el centro con respecto de las demás localidades que la rodean:
- Laguna Blanca al norte a 20 km
- Tres Lagunas al oeste a 15 km
- Buena Vista al noroeste a 15 km
- Riacho He-He al sur a 25 km

## Población
Cuenta con 863 habitantes (Indec, 2010), lo que representa un descenso del 2% frente a los 881 habitantes (Indec, 2001) del censo anterior.
| Gráfica de evolución demográfica de Siete Palmas entre 1991 y 2010 |
|                                                                    |
| Fuente: Censos nacionales del INDEC                                |

## Accesos
Por las Rutas Provinciales:
- N° 8 (enrripiada) que pasa por las Colonias La Primavera y Sudamérica.
- N° 4 (de tierra) que pasa por la Colonia Marca "M" y los Barrios: San Lorenzo y 25 de Mayo.

Estas dos rutas están conectadas con la ruta provincial N.°2 que se encuentra asfaltada, la cual nos conecta con las ciudades más importantes de la provincia:
- Ciudad de Clorinda a través de la ruta nacional 86.
- Ciudad de Formosa (capital de la provincia) con la ruta nacional 11.

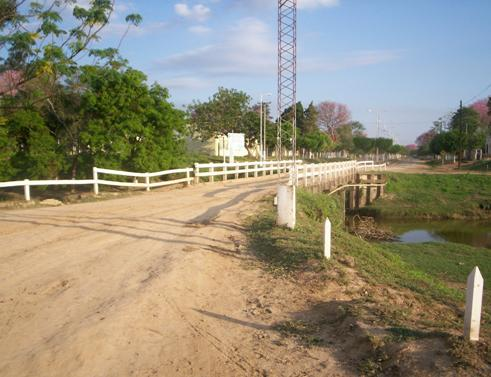
Entrada del puente.

## Jurisdicciones
La Comisión de Fomento de Siete Palmas tiene bajo su jurisdicción a cuatro colonias con escuelas primarias y cinco barrios alejados.

### Colonias
- Sudamérica
- Sol de Mayo
- Marca "M"
- La Primavera

### Barrios
- San Francisco de Asís o Laguna Pé.
- Santa Elena.
- San Lorenzo o Kokué Guazú.
- 25 de Mayo.
- San Miguel.

## Instituciones
Cooperativa de Provisión de Obras y Servicios Públicos "Clorinda Limitada"
-Proveedora de: 
- Teléfono e internet Domiciliario.
- Gas Licuado en garrafas.

Recursos y Energía de Formosa "REFSA"
-Proveedora de: 
- Energía Eléctrica.

## Instituciones Públicas
- Comisión de Fomento de Siete Palmas

Güemes y 25 de Mayo S/N - Presidente: Raúl Melquiades Leiva 
- Honorable Concejo Deliberante

Güemes S/N - Presidente: Sr. Isidro Duarte 
- E.P.E.P N.º 46 "Fernando Roberto Bejarano"

Av. 9 de julio - Directora: Prof. Mirta E. Núñez 
- E.P.E.S N.º 34 "Dra. Graciela Elisa Pereira"

Av. 9 de julio y 25 de Mayo S/n - Directora: Especialista Sara Analia Centurión
- Jardín de infantes nucleado N.º 49

Av. 9 de julio - Directora: Prof. Yeni Correa
- Núcleo de Educación Permanente y Formación Profesional N.º 42 de Siete Palmas

Av. 9 de julio - Director: Prof. Roberto Daniel Brizuela
- Centro de Salud de Siete Palmas

Av. 9 de julio - Directora: Vacante
- Subcomisaría Policial "Agente Máximo Paredes"

Av. 9 de julio y Juan B. Cabral S/N - Jefe: Oficial Principal Ángel Ayala
- Registro Civil de las Personal- Delegación Siete Palmas

25 de Mayo S/N - A Cargo de la Delegación: Técnico Matías Mendoza

## Historia del Pueblo
1904. Fue poblada por familias paraguayas, italianas y argentinas, que buscaban un lugar propicio para vivir, se asentaron en la margen derecha del riacho "El Porteño".
Se dedicaban a la siembra de maíz, poroto, mandioca, batata, algodón, y a la cría de vacunos.
Hablaban la lengua de sus padres, el guaraní si eran hijos de paraguayos, y el castellano si eran hijos de gringos.
La fundación de la escuela el 2 de abril de 1922 es considerada la fecha de fundación del pueblo.

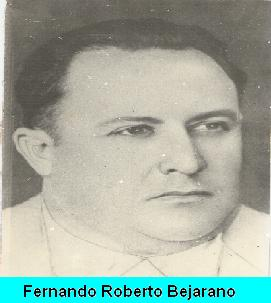

## Historia de la Escuela N.º 46
Corría el año 1921 y los padres de los niños solicitan al director de la escuela de Laguna Blanca la presencia de un maestro, este eleva la solicitud al Consejo General de Educación de la Nación.
En 1922 es designado para creación de la escuela N.º 46 de Siete Palmas, el señor Fernando Roberto Bejarano, haciéndose cargo de la misma el 24 de marzo de ese año. Quien fuera oriundo de Bella Vista, Corrientes.
De común acuerdo decidieron levantar una construcción para ser destinada a la futura escuela; se hizo una construcción de 36 m² (6 m × 6 m) sobre la barranca derecha del riacho “El Porteño”.
El salón se construyó con estaqueo de palma revocado de barro con techo de teja del mismo material. El mobiliario era completamente rústico. Los bancos para los alumnos, eran de palma enclavados en el piso y mesones de madera sin cepillar, obsequio de los vecinos.
Una vez finalizadas las inscripciones, el maestro –director invita a la población a la inauguración oficial de la escuela N.º 46 la cual dio a llamar “Pridiliano Pueyrredon”.Como lo expresa el libro de novedades de ese año, las clases dieron inicio 24 alumnos presentes de los 40 inscriptos.
Con el paso de los años la escuela cambia de nombre y pasa a llamarse “Juan Galo Lavalle”.
En 1950 por iniciativa de don Fernando Roberto Bejarano se construye un nuevo y moderno edificio, que cuenta con una oficina administrativa, 7 salones, una cocina, 2 baños y un depósito.
En el año 1987, por petición de los vecinos del pueblo al Consejo de Educación de la provincia de Formosa, se solicita que se le imponga el nombre de “Fernando Roberto Bejarano” a la escuela N.º 46, como homenaje por haber sido su fundador, hecho que se concretó el 2 de abril de ese año durante la celebración del 65.º aniversario su fundación.

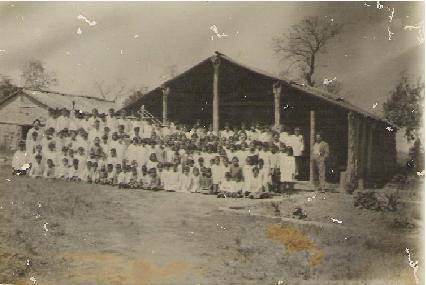

## El Escudo
Por Decreto N.º 07/00 de la Dirección de Cultura de la provincia de Formosa, se conformó una Comisión Honoraria para llamar a concurso para la creación del escudo municipal.
Se presentaron en total 200 participantes, representantes de las escuelas de la zona; el jurado determinó ganador el diseño presentado por el joven Danilo Salas alumno de 9° año de la EGB , contando con la colaboración del joven Francisco Acosta del 5° año BOD, ambos alumnos de la Escuela de Nivel Medio N°34 de la localidad.

### Características del Escudo de Siete Palmas
El escudo sietepalmeño presenta una forma irregular, dividida en dos cuarteles que tienen los colores de la bandera Nacional.
En el campo inferior aparece el Riacho “El Porteño” y la mano del agricultor que sostiene el blanco capullo del algodón ubicado entre ambos campos, significando el primero la producción y cuna de los primeros asentamientos, el segundo el trabajo y el esfuerzo del pueblo.
En la parte superior se encuentra un sol que calienta, da vida y esperanza a todos los habitantes, y las siete palmeras que representan el nombre del pueblo; y las estrellas menores a las colonias de la jurisdicción:
- Sol de Mayo
- Marca “M”
- Sudamérica
- La Primavera
- Y la estrella central representa a Siete Palmas.

Bordean el Blasón dos guías de laureles verdes simbolizando la gloria y la esperanza, unidas por el estandarte del Club Social y Deportivo “Sargento Cabral”.

## Comisión de Fomento de Siete Palmas
Por una preocupación de vecinos del paraje que veían crecer su comunidad a grandes pasos y unidos en un solo pensamiento, se reúnen para conformar la Comisión Vecinal de Siete Palmas, que una vez conformada solicitan al Superior Gobierno de la provincia se la eleve a Comisión de Fomento y gracias a ese pedido y a la gran insistencia de dicha comisión, la misma es elevada a Comisión de Fomento el 30 de julio de 1964 por Decreto provincial N.º 1.676/64.
Quedando conformada la primera Comisión de Fomento de Siete Palmas de la siguiente forma:
- Presidente: Andrés Blas Figura.
- Vicepresidente: César Samuel Paredes.
- Secretario: Pascual Figura.
- Tesorero: Rosario Vitale.
- Vocales: Perfecta Cuevas de Bogado, Ursino Benítez.

## Cronología Política

### Presidentes de la Comisión de Fomento
Presidente_______/_______Periodo_______/_______Cese del Mandato.
- Andrés Blas Figura/Presidente Comisión Vecinal/1964-1968/ Mandato Cumplido /Electo;
- Oscar Miguel Pereira/Interventor/ 1968-1972/ Mandato Cumplido / Nombrado por el P.E.P;
- Dionisio Enrìquez/Interventor/ 1972-1973 / Mandato Cumplido / Nombrado por el P.E.P;
- Eladio Arguello / 1973-1975 / Destituido / Nombrado por el P.E.P;
- Luis Viain/ Interventor / 1975 / Entrega cargo / Interventor provincial;
- Dionisio Enríquez /Interventor/ 1975-1976 / Mandato Cumplido / Interventor provincial;
- Luis Viain/ Interventor / 25/03/1976 / Entrega cargo / Interventor provincial;
- Dionisio Enríquez /Presidente/ 27/03/1976-10/12/1983 / Entrega cargo / Nombrado por el PEP;
- Víctor Solís / M.I.D / 1983-1987 / Mandato Cumplido / Electo;
- Oscar Miguel Pereira / U.C.R / 1987-1991 / Mandato Cumplido / Electo;
- Félix Alberto Urbieta / P.J / 1991-1995 / Mandato Cumplido / Electo;
- Félix Alberto Urbieta / P.J / 1995-1999 / Mandato Cumplido / Reelecto;
- Raúl Alfredo Da Ponte / P.J / 1999-2003 / Mandato Cumplido / Electo;
- Raúl Alfredo Da Ponte / P.J / 2003-2007 / Mandato Cumplido / Reelecto;
- Héctor Blanco / P.J / 2007-2011/ Mandato Cumplido / Electo.
- Raúl Melquiades Leiva / P.J / 2011-2015 / Mandato Cumplido/ Electo.
- Raúl Melquiades Leiva / P.J / 2015-2019 / Mandato Cumplido/ Reelecto.
- Raúl Melquiades Leiva / P.J / 2019-2023 / Mandato Cumplido/ Reelecto por segunda vez.
- Raúl Melquiades Leiva / P.J / 2023 / Mandato Actual/ Reelecto por tercera vez.